# Actebia praecurrens
Actebia praecurrens là một loài bướm đêm trong họ Noctuidae.